# Chirodectes maculatus
 Chirodectes maculatus  ist eine Art der Würfelquallen (Cubozoa) aus der Familie der Chirodropidae. Es ist die einzige Art der Gattung Chirodectes Gershwin, 2006. Die Art wurde am äußeren Rand des Great Barrier Reefs über 40 km von der Küste Queenslands (Australien) entfernt gefunden. Es handelt sich um eine für Würfelquallen auffallend farbige Art, deren Schirmaußenseite mit braunen Flecken besetzt ist. Abweichend von den übrigen Arten der Würfelquallen könnte es sich um eine Form des Tiefwassers handeln.

## Merkmale
Die Meduse hat eine maximale Schirmhöhe von etwa 150 mm. Der maximale Durchmesser beträgt 160 mm. Der Schirm ist in der Seitenansicht eher kugelig, in der Aufsicht gerundet quadratisch. Der Apex ist leicht abgeflacht. Parallel der vier Kanten ziehen bis 9 mm tiefe Gruben vom Apex bis etwa 15 mm vom Pedalium entfernt. Auf den Seiten schalten sich zwei weitere Längsgruben (pro Seite) ein, die in etwa die Zone mit dem Rhopalium einschließen. Die Exumbrella ist auffallend mit braunen rundlichen Flecken besetzt, die mehr oder weniger regelmäßig in Linien oder anderen Mustern aufgereiht sind. Sie fehlen um eine schmale Zone um die Rhopalia. Die Schirmgallerte ist in den perradialen Zonen 10 mm dick, in den interradialen Zonen bis 20 mm dick. Das Velarium ist relativ schmal und in den perradialen Bereichen mit der Subumbrella durch ein Frenulum verbunden. Das Manubrium ist eine annähernd viereckige Röhre mit gefalteter innerer Oberfläche. Sie ist etwa 140 mm lang. Es sind zahlreiche gastrische Zirren vorhanden. Das Pedalium ist max. 60 mm lang, die Tentakeln können ausgestreckt etwa 1 bis 1,2 m lang sein (nach Videosequenzen bestimmt), aber nur 300 mm, wenn sie zusammengezogen sind. Das Pedalium gehört zum Typus des Compound Pedalium, das aus einem äußeren Tentakel und einem Tentakelbüschel besteht. Die büscheligen Tentakeln sind um eine zentrale Struktur gegenständig angeordnet und von einem unpaaren äußeren Tentakel überdeckt, der am Ende eines konusförmigen Gebildes sitzt und deutlich höher als die anderen Tentakeln ansetzt. Es sind ca. 15 Tentakeln pro Pedalium vorhanden. Das Cnidom wird von den Erstautoren nicht beschrieben.

## Geographische Verbreitung und Lebensraum
Von Chirodectes maculatus wurde bisher nur ein Exemplar an einer Stelle etwa 40 km vor der Küste Queenslands (Australien), auf etwa 16° S, nahe dem äußeren Rand des Great Barrier Reefs gefunden. Da die Region relativ häufig von Tauchern besucht wird, ist die Art wohl selten bzw. kommt normalerweise nicht in so flachen Gewässern so nahe am Great Barrier Reef vor. Die Erstbeschreiber erklären den Fund, der im Mai 1997 gesammelt wurde, mit dem Durchzug des Zyklons Justin einige Wochen vorher. Der Zyklon hatte u. a. zur Folge, dass eine bestimmte Fischart aus der Gattung Lethrinus, die normalerweise in tieferen Gewässern des kontinentalen Schelfes lebt, bis in die Küstengewässer vordrang. Vermutlich war die Würfelqualle ihrer Beute gefolgt und dadurch ebenfalls weit entfernt ihres eigentlichen Lebensraumes. Der mutmaßliche Lebensraum dieser Art, die tieferen Gewässer des Kontinentalschelfs ist für Würfelquallen untypisch; die meisten Arten leben in den flachen Küstengewässern.

### Giftwirkung
Über eine Giftwirkung des Nesselgiftes der Art ist bisher nichts bekannt. Die Erstbeschreiber raten jedoch angesichts der Größe der Art und der nachweislichen Giftigkeit der nächsten Verwandten zu größter Vorsicht. Allerdings dürfte die tatsächliche Gefahr, die von der Art ausgeht, sehr gering sein. Die Art ist sehr selten und kommt normalerweise nicht in Gewässern vor, die von Tauchern oder Badenden frequentiert werden.

## Systematik
Die Art wurde von Paul F. S. Cornelius, Peter Fenner und Russell Hore erst 2005 erstmals beschrieben. 2006 erkannte Lisa-Ann Gershwin, dass die Art generisch nicht zu Chiropsalmus zu stellen ist und errichtete eine eigene Gattung Chirodectes für die Art. Es ist bisher die einzige Art der Gattung Chirodectes Gershwin, 2006 geblieben.